# Sergio Ricossa
Sergio Ricossa (6 czerwca 1927 – 2 marca 2016) – włoski ekonomista.
Ricossa ukończył ekonomię na Uniwersytecie w Turynie w 1949 r. W 1961 został profesorem stowarzyszonym, a w 1963 profesorem zwyczajnym na tej uczelni. Wykładał m.in. politykę gospodarczą.
Był bezkompromisowym zwolennikiem liberalizmu gospodarczego. Jego badania naukowe skupiały się głównie na ekonomicznej teorii wartości. Współpracował z wieloma czasopismami i gazetami, m.in. z Il Giornale oraz La Stampa, gdzie jego prowokujące artykuły często wywoływały krytykę i polemiki.
Ricossa był wiceprezesem Stowarzyszenia Mont Pelerin, członkiem Accademia dei Lincei, oraz honorowym prezesem Istituto Bruno Leoni.